# Broadway Melody of 1938
Broadway Melody of 1938 is een film uit 1937 onder regie van Roy Del Ruth. Robert Taylor en Eleanor Powell hebben de hoofdrollen in de film.

## Verhaal
De film gaat om Powells personage Sally Lee, een hondentrainer die bevriend raakt met Sonny en Peter, twee mannen die zijn aangenomen om voor een paard te zorgen. Sally blijft zich zorgen maken om het paard en sluipt de trein in waarmee het paard wordt vervoerd naar New York. Hier ontmoet ze een talentenjager die haar beroemd maakt, nadat hij een optreden van haar ziet. Daarnaast worden ze verliefd op elkaar. 
Een subplot gaat over Alice Clayton, die de jonge Betty Clayton ook beroemd wil maken. Judy Garland, die Betty speelt, is memorabel in de film voor het zingen van het liedje "Dear Mr. Gable" (ook bekend als "You Made Me Love You"), een tribuut aan Clark Gable.

## Rolverdeling
| Acteur           | Personage               |
| ---------------- | ----------------------- |
| Robert Taylor    | Stephan 'Steve' Raleigh |
| Eleanor Powell   | Sally Lee               |
| George Murphy    | Sonny Ledford           |
| Binnie Barnes    | Caroline Whipple        |
| Buddy Ebsen      | Peter Trot              |
| Sophie Tucker    | Alice Clayton           |
| Judy Garland     | Betty Clayton           |
| Charley Grapewin | James K. Blakeley       |
| Billy Gilbert    | George Papaloopas       |